# Phoenix Raceway
Il Phoenix Raceway è un circuito automobilistico tri-ovale di 1 miglio situato ad Avondale, Arizona, vicino a Phoenix. L'autodromo è di proprietà della NASCAR.
Attualmente ospita tutte le competizioni NASCAR, tra cui due gare della Cup Series, inclusa l'ultima del calendario, la NASCAR Cup Series Championship Race.
Negli anni ha ospitato altre competizioni come l'IndyCar Series, la CART e l'USAC.

## Storia

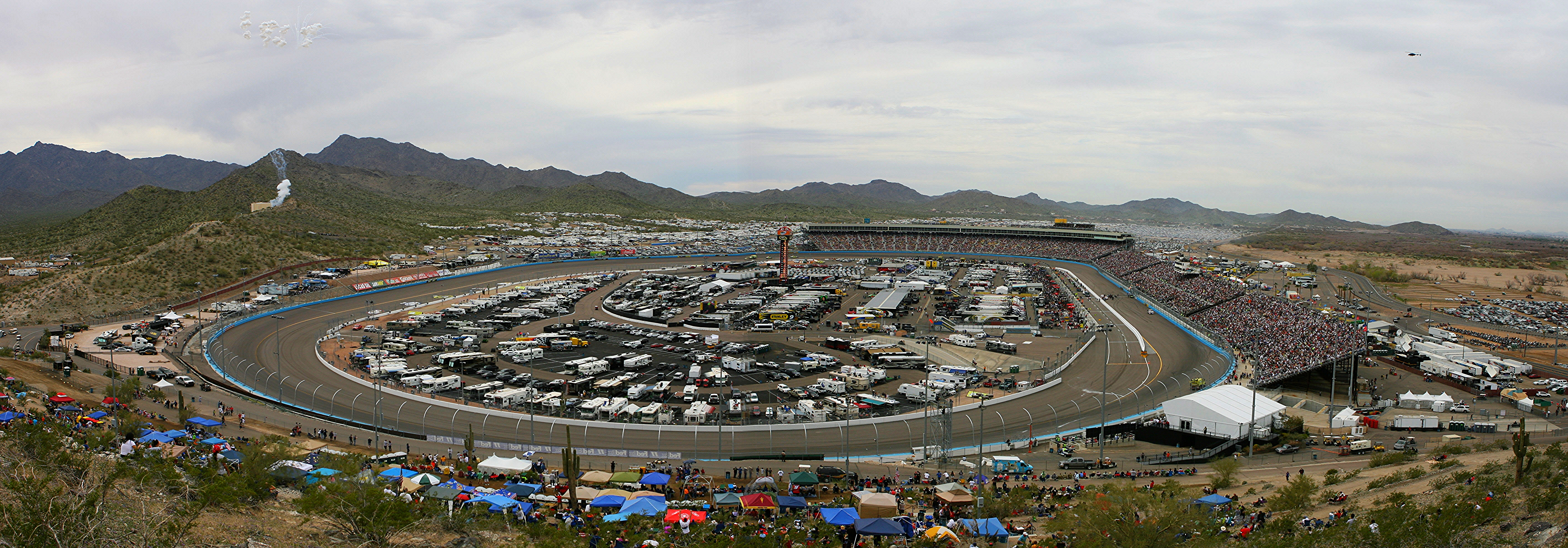
Il circuito nel 2013

La pista è stata inaugurata nel 1964 e prevedeva un percorso stradale di 2,7 miglia (4,345 km) e un tri-ovale di un miglio. Il percorso stradale si snodava all'esterno del circuito e si andava a ricongiungere con l'ovale. Per far ricongiungere i due tracciati, i progettisti hanno aggiunto un'altra curva al layout della pista tra Curva 2 e Curva 3. La curva è nota come "dogleg" ed è diventata la caratteristica principale del circuito.
La gara inaugurale del Phoenix Raceway fu un evento per vetture sport sullo stradale, vinto da Davey MacDonald. Già nel 1964 il circuito iniziò ad ospitare le gare dell'USAC. Il primo in assoluto a vincere sul tracciato ovale fu A.J. Foyt. Anno dopo anno la pista diventò sempre più famosa e apprezzata dai piloti tanto da ospitare la IndyCar fino al 2005. Nel 1970 l'attore di Hollywood Steve McQueen vinse la "Winter Sprint" con una Porsche 908 partendo dalla pole position. Nel 1977 si tenne la prima Copper World Classic, un evento di punta per i campionati USAC Midget e Silver Crown.
Nel 1977 la NASCAR scelse per la prima volta la struttura per disputare una gara della Winston West Series, con la vittoria di Cale Yarborough a bordo di una Dodge. Tuttavia solo nel 1988 la competizione principale della NASCAR, ovvero la Winston Cup Series, gareggiò sul circuito. A vincere fu Alan Kulwicki.

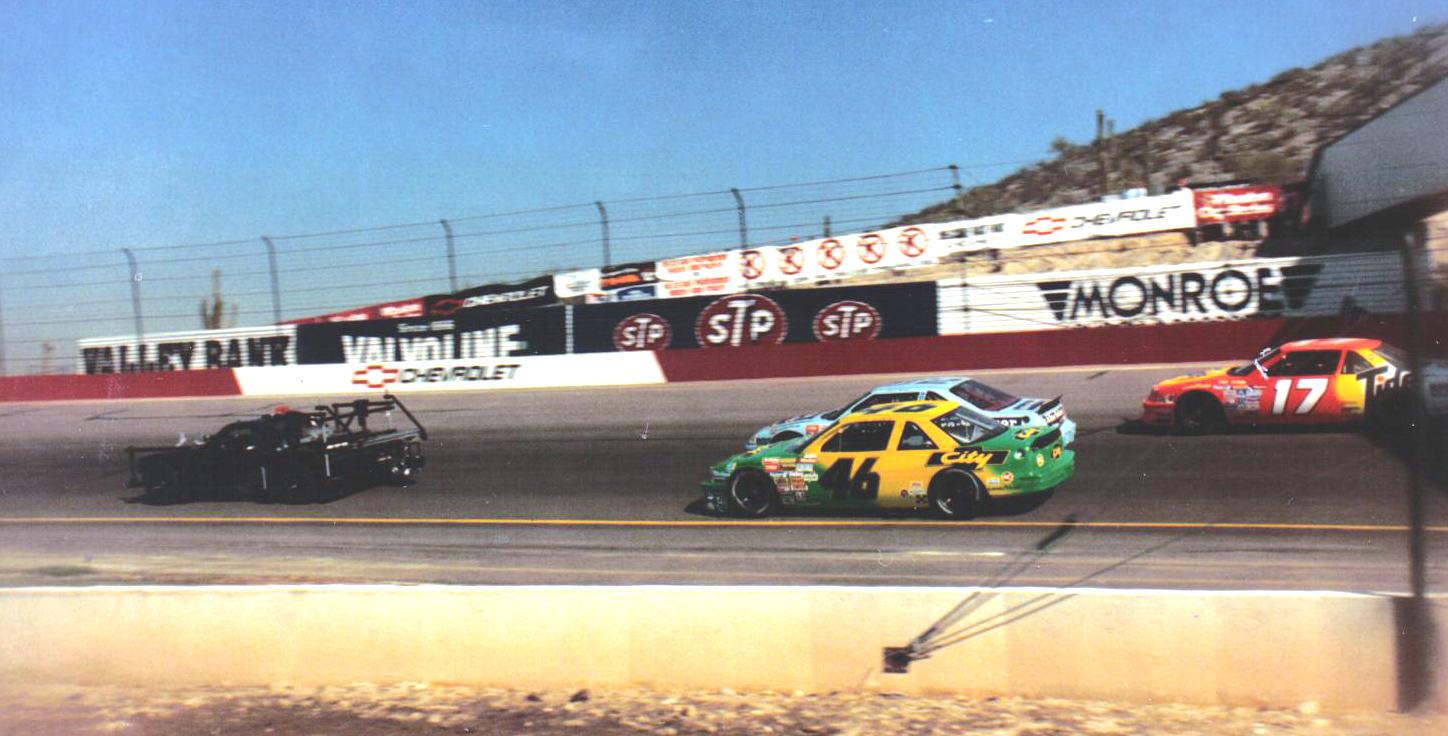
Un momento delle riprese del film Giorni di tuono, in occasione della gara NASCAR del 1989

Alla fine della stagione 1990 il percorso ovale è stato riasfaltato e nell'estate 1991 il vecchio percorso stradale di 2,7 miglia è stato rimosso e sostituito da un nuovo percorso stradale interno di 1,51 miglia (2,430 km).
Nel 1997 la struttura è stata acquistata dall'International Speedway Corporation. A seguito di questo il circuito ha subito negli anni successivi un processo di riammodernamento che ha interessato le tribune e la messa in sicurezza delle curve, con l'installazione delle barriere SAFER. Inoltre il perimetro è stato completamente sigillato dalle barriere, rendendo così inutilizzabile il circuito stradale esterno.

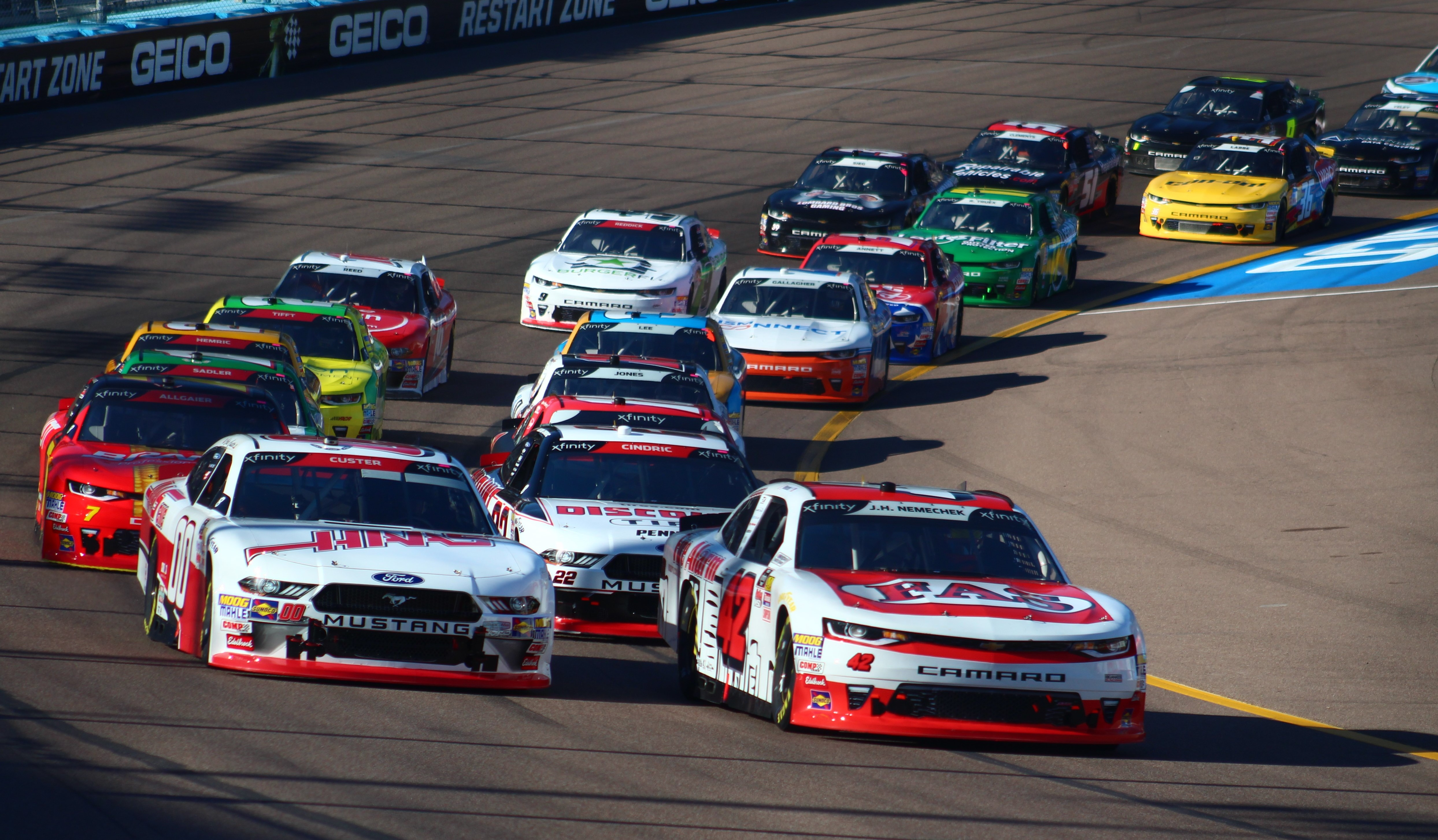
Un momento della gara NASCAR Xfinity Series del novembre 2018

Nel 2005 il tracciato è stato rimosso dal programma dell'IndyCar Series. Nello stesso anno un'ulteriore data è stata aggiunta al calendario della NASCAR.
Nel 2011 sono stati fatti altri lavori, con le modifiche che hanno portato alla chiusura totale del percorso stradale, limitando il Phoenix Raceway solamente alla configurazione ovale.
Nel 2015, in occasione della gara della Sprint Cup Series di novembre, il circuito ha cambiato temporaneamente nome in "Jeff Gordon Raceway" per omaggiare l'ultima gara da pilota NASCAR di Jeff Gordon.
Dopo un'assenza di 11 anni, il 2 aprile 2016 l'IndyCar Series è tornata a correre sul circuito, che è rimasto in calendario anche per le stagioni 2017 e 2018, per poi essere rimosso nuovamente prima della stagione 2019.
I lavori di ristrutturazione del 2018 hanno riconfigurato la pit lane e le aree interne e spostato il traguardo poco dopo l'uscita di quella che era la Curva 2 (ora Curva 4), prima del dogleg.

## Vincitori di gare della NASCAR Cup Series

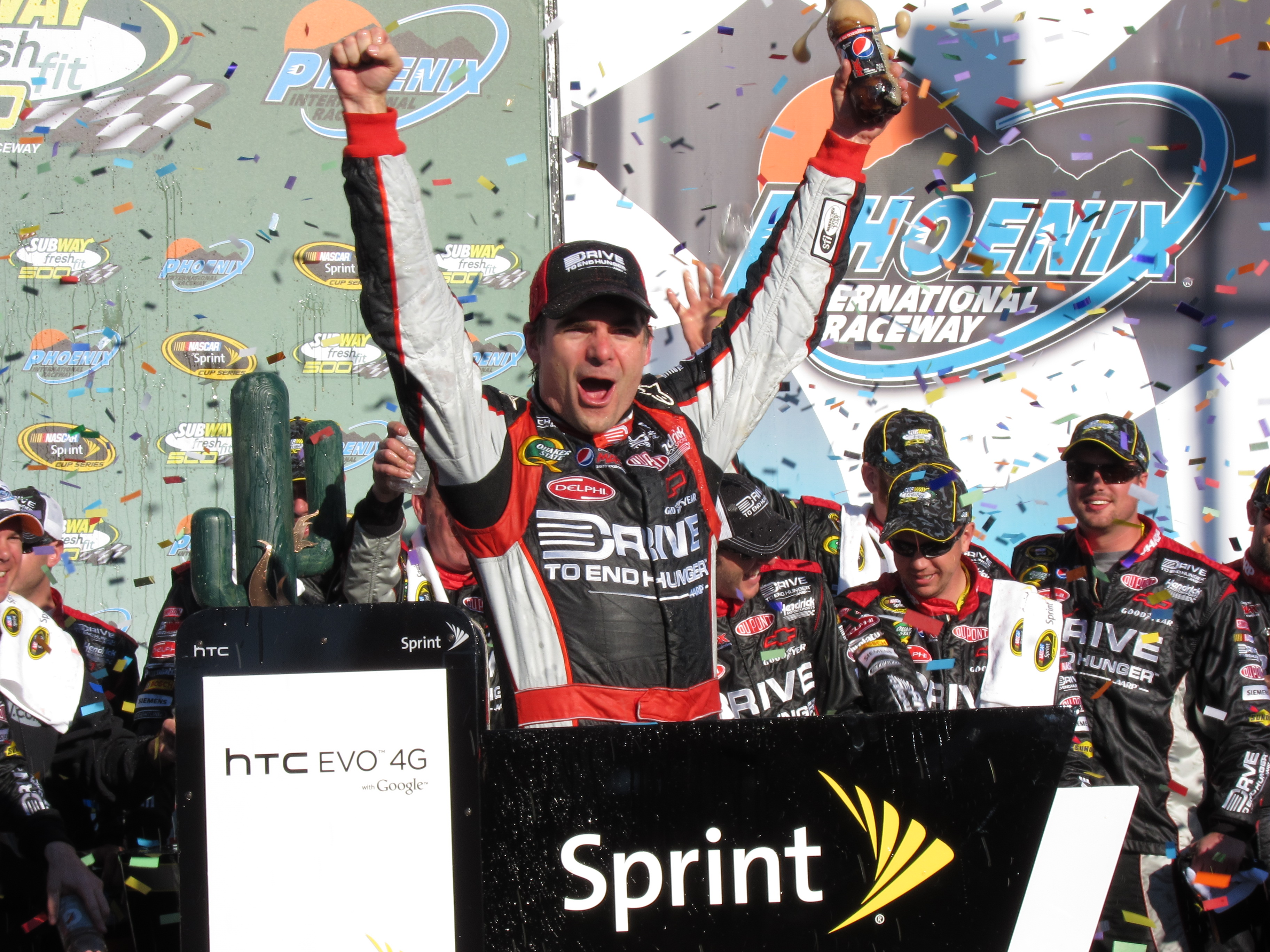
Jeff Gordon festeggia la vittoria nel 2011

- (*) Evento accorciato causa pioggia
- (**) Gara prolungata per green-white-checker finish
- a Gara di aprile estesa a 375 giri (600 km)

| Stagione | Data        | Pilota vincitore   | Vettura                  | Distanza  | Velocità media             | Margine di vittoria |
| -------- | ----------- | ------------------ | ------------------------ | --------- | -------------------------- | ------------------- |
| 1988     | 6 novembre  | Alan Kulwicki      | Ford Thunderbird         | 312 mi    | 90,457 mph (145,576 km/h)  | 18,500 sec          |
| 1989     | 5 novembre  | Bill Elliott       | Ford Thunderbird         | 312 mi    | 105,683 mph (170,080 km/h) | 0,470 sec           |
| 1990     | 4 novembre  | Dale Earnhardt     | Chevrolet Lumina         | 312 mi    | 96,786 mph (155,762 km/h)  | 0,670 sec           |
| 1991     | 3 novembre  | Davey Allison      | Ford Thunderbird         | 312 mi    | 95,746 mph (154,088 km/h)  | 11,440 sec          |
| 1992     | 1º novembre | Davey Allison      | Ford Thunderbird         | 312 mi    | 103,885 mph (167,187 km/h) | 3,220 sec           |
| 1993     | 31 ottobre  | Mark Martin        | Ford Thunderbird         | 312 mi    | 100,375 mph (161,538 km/h) | 0,170 sec           |
| 1994     | 30 ottobre  | Terry Labonte      | Chevrolet Lumina         | 312 mi    | 107,463 mph (172,945 km/h) | 3,090 sec           |
| 1995     | 29 ottobre  | Ricky Rudd         | Ford Thunderbird         | 312 mi    | 102,128 mph (164,359 km/h) | 0,530 sec           |
| 1996     | 27 ottobre  | Bobby Hamilton     | Pontiac Grand Prix       | 312 mi    | 109,709 mph (176,560 km/h) | 1,230 sec           |
| 1997     | 2 novembre  | Dale Jarrett       | Ford Thunderbird         | 312 mi    | 110,824 mph (178,354 km/h) | 2,105 sec           |
| 1998     | 25 ottobre  | Rusty Wallace      | Ford Taurus              | 257 mi*   | 100,375 mph (161,538 km/h) | 0,170 sec           |
| 1999     | 7 novembre  | Tony Stewart       | Pontiac Grand Prix       | 312 mi    | 118,132 mph (190,115 km/h) | 2,081 sec           |
| 2000     | 5 novembre  | Jeff Burton        | Ford Taurus              | 312 mi    | 105,041 mph (169,047 km/h) | 0,854 sec           |
| 2001     | 28 ottobre  | Jeff Burton        | Ford Taurus              | 312 mi    | 102,613 mph (165,140 km/h) | 2,645 sec           |
| 2002     | 10 novembre | Matt Kenseth       | Ford Taurus              | 312 mi    | 113,857 mph (183,235 km/h) | 1,344 sec           |
| 2003     | 2 novembre  | Dale Earnhardt Jr. | Chevrolet Monte Carlo SS | 312 mi    | 93,984 mph (151,253 km/h)  | 0,735 sec           |
| 2004     | 7 novembre  | Dale Earnhardt Jr. | Chevrolet Monte Carlo SS | 315 mi**  | 94,848 mph (152,643 km/h)  | 1,431 sec           |
| 2005     | 23 aprile   | Kurt Busch         | Ford Taurus              | 312 mi    | 102,707 mph (165,291 km/h) | 2,315 sec           |
| 2005     | 13 novembre | Kyle Busch         | Chevrolet Monte Carlo SS | 312 mi    | 102,641 mph (165,185 km/h) | 0,609 sec           |
| 2006     | 22 aprile   | Kevin Harvick      | Chevrolet Monte Carlo SS | 312 mi    | 107,063 mph (172,301 km/h) | 2,774 sec           |
| 2006     | 13 novembre | Kevin Harvick      | Chevrolet Monte Carlo SS | 312 mi    | 96,131 mph (154,708 km/h)  | 0,250 sec           |
| 2007     | 21 aprile   | Jeff Gordon        | Chevrolet Impala         | 312 mi    | 107,71 mph (173,342 km/h)  | 0,697 sec           |
| 2007     | 11 novembre | Jimmie Johnson     | Chevrolet Impala         | 312 mi    | 102,989 mph (165,745 km/h) | 0,870 sec           |
| 2008     | 12 aprile   | Jimmie Johnson     | Chevrolet Impala         | 312 mi    | 103,292 mph (166,232 km/h) | 7,002 sec           |
| 2008     | 9 novembre  | Jimmie Johnson     | Chevrolet Impala         | 313 mi**  | 104,725 mph (168,539 km/h) | 0,295 sec           |
| 2009     | 18 aprile   | Mark Martin        | Chevrolet Impala         | 312 mi    | 108,042 mph (173,877 km/h) | 0,734 sec           |
| 2009     | 15 novembre | Jimmie Johnson     | Chevrolet Impala         | 312 mi    | 110,486 mph (177,810 km/h) | 1,033 sec           |
| 2010     | 10 aprile   | Ryan Newman        | Chevrolet Impala         | 378 mi**a | 99,732 mph (160,503 km/h)  | 0,130 sec           |
| 2010     | 14 novembre | Carl Edwards       | Ford Fusion              | 312 mi    | 110,758 mph (178,248 km/h) | 4,770 sec           |
| 2011     | 27 febbraio | Jeff Gordon        | Chevrolet Impala         | 312 mi    | 102,961 mph (165,700 km/h) | 1,137 sec           |
| 2011     | 13 novembre | Kasey Kahne        | Toyota Camry             | 312 mi    | 112,909 mph (181,709 km/h) | 0,802 sec           |
| 2012     | 4 marzo     | Denny Hamlin       | Toyota Camry             | 312 mi    | 110,085 mph (177,165 km/h) | 7,315 sec           |
| 2012     | 11 novembre | Kevin Harvick      | Chevrolet Impala         | 319 mi**  | 111,182 mph (178,930 km/h) | 0,580 sec           |
| 2013     | 3 marzo     | Carl Edwards       | Ford Fusion              | 316 mi**  | 105,187 mph (169,282 km/h) | 1,024 sec           |
| 2013     | 10 novembre | Kevin Harvick      | Chevrolet SS             | 312 mi    | 105,733 mph (170,161 km/h) | 1,796 sec           |
| 2014     | 2 marzo     | Kevin Harvick      | Chevrolet SS             | 312 mi    | 109,229 mph (175,787 km/h) | 0,489 sec           |
| 2014     | 9 novembre  | Kevin Harvick      | Chevrolet SS             | 312 mi    | 99,991 mph (160,920 km/h)  | 1,636 sec           |
| 2015     | 15 marzo    | Kevin Harvick      | Chevrolet SS             | 312 mi    | 105,753 mph (170,193 km/h) | 1,153 sec           |
| 2015     | 15 novembre | Dale Earnhardt Jr. | Chevrolet SS             | 219 mi*   | 106,512 mph (171,414 km/h) | Under caution       |
| 2016     | 13 marzo    | Kevin Harvick      | Chevrolet SS             | 313 mi**  | 113,212 mph (182,197 km/h) | 0,010 sec           |
| 2016     | 13 novembre | Joey Logano        | Ford Fusion              | 324 mi**  | 102,866 mph (165,547 km/h) | 0,802 sec           |
| 2017     | 19 marzo    | Ryan Newman        | Chevrolet SS             | 314 mi**  | 104,271 mph (167,808 km/h) | 0,312 sec           |
| 2017     | 12 novembre | Matt Kenseth       | Toyota Camry             | 312 mi    | 105,534 mph (169,841 km/h) | 1,207 sec           |
| 2018     | 11 marzo    | Kevin Harvick      | Ford Fusion              | 312 mi    | 108,073 mph (173,927 km/h) | 0,774 sec           |
| 2018     | 11 novembre | Kyle Busch         | Toyota Camry             | 312 mi    | 98,354 mph (158,285 km/h)  | 0,501 sec           |
| 2019     | 10 marzo    | Kyle Busch         | Toyota Camry             | 312 mi    | 101,693 mph (163,659 km/h) | 1,259 sec           |
| 2019     | 10 novembre | Denny Hamlin       | Toyota Camry             | 312 mi    | 111,429 mph (179,328 km/h) | 0,377 sec           |
| 2020     | 8 marzo     | Joey Logano        | Ford Mustang             | 316 mi**  | 94,407 mph (151,933 km/h)  | 0,276 sec           |
| 2020     | 8 novembre  | Chase Elliott      | Chevrolet Camaro         | 312 mi    | 112,096 mph (180,401 km/h) | 2,740 sec           |
| 2021     | 14 marzo    | Martin Truex Jr.   | Toyota Camry             | 312 mi    | 103,808 mph (167,063 km/h) | 1,680 sec           |
| 2021     | 7 novembre  | Kyle Larson        | Chevrolet Camaro         | 312 mi    | 100,348 mph (161,494 km/h) | 0,472 sec           |
| 2022     | 13 marzo    | Chase Briscoe      | Ford Mustang             | 312 mi    | 100,339 mph (161,480 km/h) | 0,771 sec           |
| 2022     | 6 novembre  | Joey Logano        | Ford Mustang             | 312 mi    | 104,757 mph (168,590 km/h) |                     |
| 2023     | 12 marzo    | William Byron      | Chevrolet Camaro         | 317 mi**  | 105,491 mph (169,771 km/h) |                     |
| 2023     | 5 novembre  | Ross Chastain      | Chevrolet Camaro         | 312 mi    | 108,827 mph (175,140 km/h) |                     |

## Cambiamento del circuito

Percorso stradale prima della ristrutturazione nel 2011
Pista ovale prima della ristrutturazione nel 2011
Pista dopo la ristrutturazione nel 2011
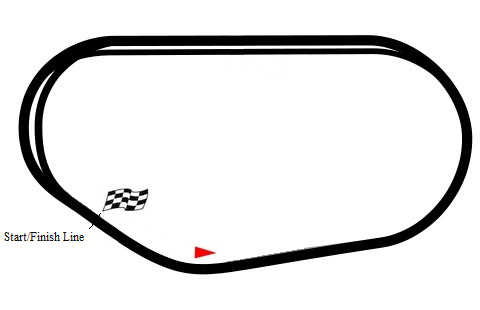
Pista dopo la ristrutturazione nel 2018